# Galbula tombacea
Galbula tombacea là một loài chim trong họ Galbulidae.